# Sinagoga Beth Israel (Aruba)
La Sinagoga Beth Israel es la sinagoga de la comunidad judía de Aruba, ubicada en la ciudad capital de Oranjestad. La Sinagoga Beth Israel es una congregación independiente con un estilo liberal similar al Judaísmo reformista o el judaísmo conservador. La comunidad está compuesta principalmente por inmigrantes judíos que llegaron a Aruba desde diferentes partes del mundo, y la convirtieron en su hogar. Después de 1924, un numeroso grupo de judíos del Este europeo, principalmente de Polonia, se instalaron aquí, junto con los judíos de Holanda y las familias sefardíes de la antigua colonia holandesa sudamericana de Surinam. La comunidad abrió un centro judío en 1942 - el club de campo judío - y cuatro años más tarde, con la llegada de algunos sobrevivientes del Holocausto, la comunidad se organizó oficialmente.